# دائرة أحواز فاس
دائرة أحواز فاس هي إحدى دوائر عمالة فاس، التابعة لجهة فاس مكناس، المملكة المغربية. تضم الدائرة 3 جماعات قروية، وبلغ عدد سكانها 22758 فرداً سنة 2004 حسب الإحصاء الرسمي للسكان والسكنى. يتبع للدائرة 5 مشيخة و57 دوار.

## التقسيمات الإداريّة
تعتبر دائرة أحواز فاس إحدى الدوائر المشكّلة لعمالة فاس، وهو التقسيم الإداري من المستوى الرابع المعتمد في المغرب. ينقسم عمالة فاس إلى 3 جماعات قروية تختلف من حيث السكان والمساحة، والتي بدورها تنقسم إلى مشيخات تضم عدداً من الدواوير.

## التقسيم الإداري
| الرمز الجغرافي  | اسم المقاطعة أو الجماعة | الاسم عن ISO             | عدد الأسر | عدد الأجانب | عدد السكان المغاربة | عدد السكان الإجمالي 2014 | نسبة النمو 2004/2014 |
| --------------- | ----------------------- | ------------------------ | --------- | ----------- | ------------------- | ------------------------ | -------------------- |
| 03.231.81.      | دائرة : احواز فاس       | Cercle : Fès Banlieue    | 7.297     | 6           | 38.053              | 38.059                   | xx%                  |
| 03.231.81.01.   | * أولاد الطيب           | Oulad Tayeb              | 4.626     | 6           | 24.588              | 24.594                   | 28,5%                |
| 03.231.81.01.3. | (مركز: اولاد الطيب)     | Dont Centre: Ouled Tayeb | 2.848     | 4           | 14.183              | 14.187                   |                      |
| 03.231.81.03.   | ♦ عين البيضاء           | Ain Bida                 | 1.443     | 0           | 7.843               | 7.843                    | 14,4%                |
| 03.231.81.05.   | ♦ سيدي حرازم            | Sidi Harazem             | 1.228     | 0           | 5.622               | 5.622                    | 9,5%                 |
| 03.231.81.05.3. | (مركز: السخينات)        | Dont Centre: Skhinate    | 822       | 0           | 3.509               | 3.509                    |                      |